# Nachtjagdgeschwader 100
Nachtjagdgeschwader 100 foi uma unidade de combate aéreo nocturno da Luftwaffe que prestou serviço durante a Segunda Guerra Mundial. Esta geschwader (asa) não tinha nenhum stab nem nenhum geschwaderkommodore; tinha sim dois gruppen que eram operados separadamente. O I. Gruppe foi formado no início de 1943 e o II. Gruppe foi formado em Julho de 1944. Um dos seus comandantes, o Major Heinrich Prinz zu Sayn-Wittgenstein, sagrar-se-ia um dos maiores ases da aviação nocturna da história, com 84 vitórias nocturnas.

## Comandantes[1]

### I. Gruppe
- Maj Heinrich Prinz zu Sayn-Wittgenstein, 1.8.43 - 5.8.43
- Maj Rudolf Schoenert, 5.8.43 - 31.12.43
- Maj Alois Lechner, 1.1.44 - 23.2.44
- Hptm Kurt Bonow (provisório), 23.2.44 - 5.44
- Hptm Theodor Bellinghausen, 5.44 - 8.7.44
- Hptm August Fischer, 8.7.44 - 8.5.45

### II. Gruppe
- Hptm Ulrich von Meien, 2.7.44 - 21.10.44
- Maj Paul Zorner, 20.7.44 - 8.5.45